# Hans Batzer

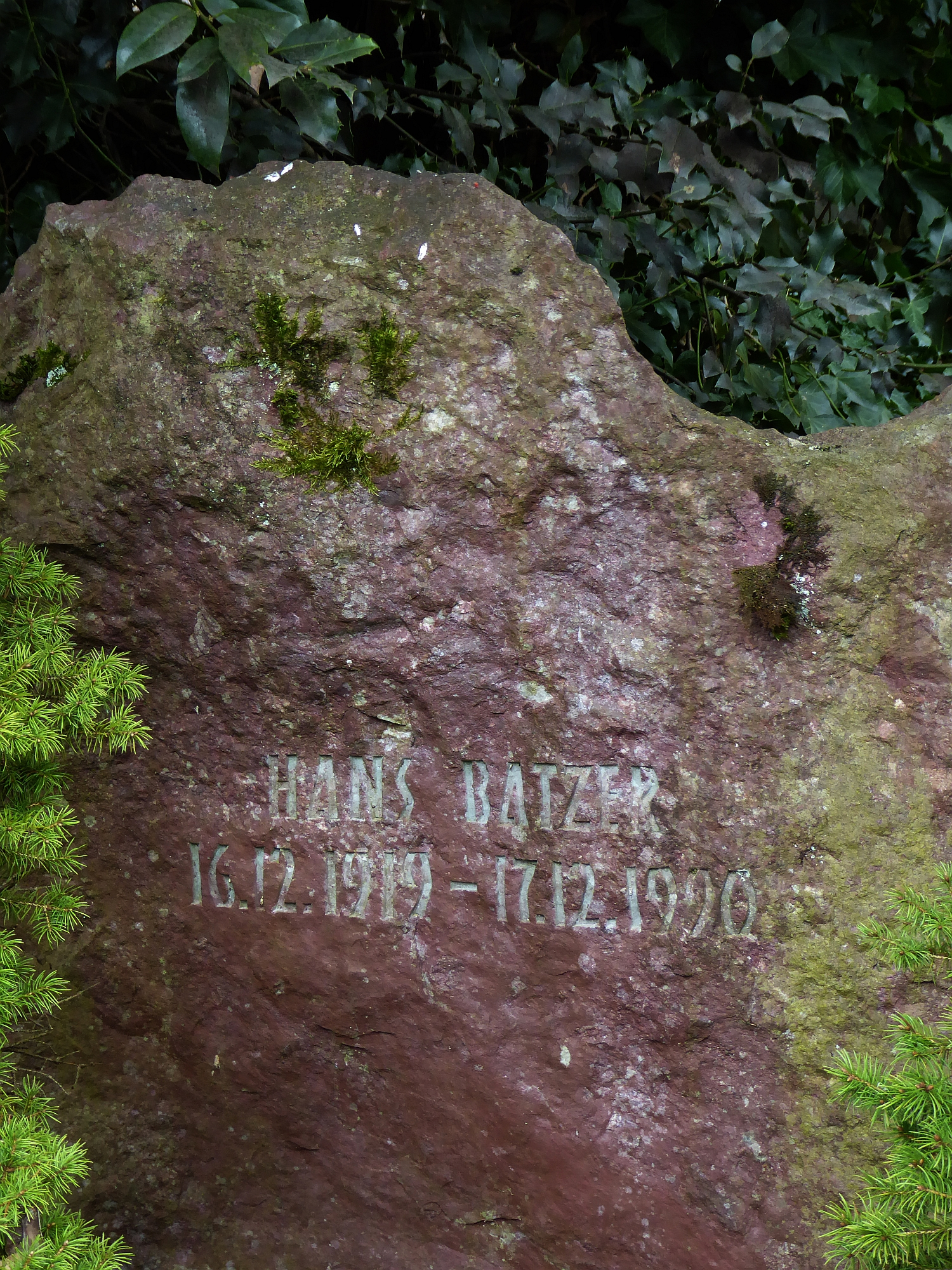
Grab auf dem Friedhof Bromhübel in Arlesheim, Basel-Land

Hans Batzer (* 16. Dezember 1919 in Offenburg; † 17. Dezember 1990) war ein deutscher Chemiker (Makromolekulare Chemie). 
Batzer war der Sohn des promovierten Oberrealschullehrers Ernst Batzer und wurde 1946 an der Universität Freiburg bei Hermann Staudinger promoviert (Über die Einordnung der Gerbstoffe in die makromolekulare Chemie und über ihre Analysenverfahren). Er baute nach dem Krieg die durch Bombenangriffe teilweise zerstörten chemischen Laboratorien wieder auf. Als er feststellen musste, dass die Universität nach der Pensionierung von Staudinger die makromolekulare Chemie vernachlässigte, verließ er enttäuscht die Universität und ging in die Schweiz in die chemische Industrie. Er wurde Forschungsdirektor bei Ciba AG in Basel. Dort entwickelte er Epoxidharze und Additive für Polymere, die sie beständig gegen fotochemischen Abbau und Autooxidation machten.
Er war Honorarprofessor an der TH Stuttgart und zuletzt an der Universität Konstanz.
1981 erhielt er den Hermann-Staudinger-Preis.

## Schriften
- Polymere Werkstoffe. 3 Bände. Thieme, Stuttgart/New York 1984–1985.
- Einführung in die makromolekulare Chemie. Hüthig, Heidelberg 1958 (Vorwort Hermann Staudinger).